# Mykineshólmur
Der Mykineshólmur zählt mit seinen 45 Hektar zu den elf färöischen Holmen der Färöer. Der Holm liegt als westlichster Außenposten des Archipels durch den nur wenige Meter breiten Hólmgjógv getrennt vor der Insel Mykines. Der Hólmgjógv wird von der Atlantischen Brücke, einer Fußgängerbrücke, überspannt.
Auf der Westspitze von Mykineshólmur wurde im Jahr 1909 ein Leuchtturm gebaut, im Jahr 1911 ein Haus für den Leuchtturmwärter. In den Jahren 1937 und 1938 wurden zwei Häuser für die Leuchtturmwärterassistenten gebaut. Es entwickelte sich eine kleine Siedlung von bis zu 25 Einwohnern auf Mykineshólmur. Drei Kinder wurden dort geboren. Bis zu sieben Kinder besuchten die Schule auf Mykineshólmur im Winter, während sie im Sommer zur Ortschaft Mykines liefen, um dort zur Schule zu gehen.
Im Jahr 1969 endete auf dem Leuchtturm von Mykines die 24-Stunden-Bewachung. Dies war der erste Schritt zur Automatisierung und zur Entvölkerung von Mykineshólmur.
Ab 1970 war nur noch ein Leuchtturmwärter-Assistent angestellt, der im Ort Mykines lebte und in seinem Haus dort eine Alarmvorrichtung installiert hatte. 1975 zog er von Mykines weg. Seitdem wurde die Bewachung per Telefon, vorrangig von Akraberg, und danach von Dänemark erledigt.
An der nördlichen Steilküste befindet sich eine große Robbenkolonie. Außerdem gibt es dort rund 2.500 Brutpaare des Basstölpels, der mit seinen 180 Zentimetern Flügelspannweite eine der größten Vogelarten auf den Färöern ist. Ein Wanderalbatros, der 34 Jahre lang als „König der Basstölpel“ zusammen mit ihnen auf Mykineshólmur gelebt hat, ist 1894 ausgestorben.

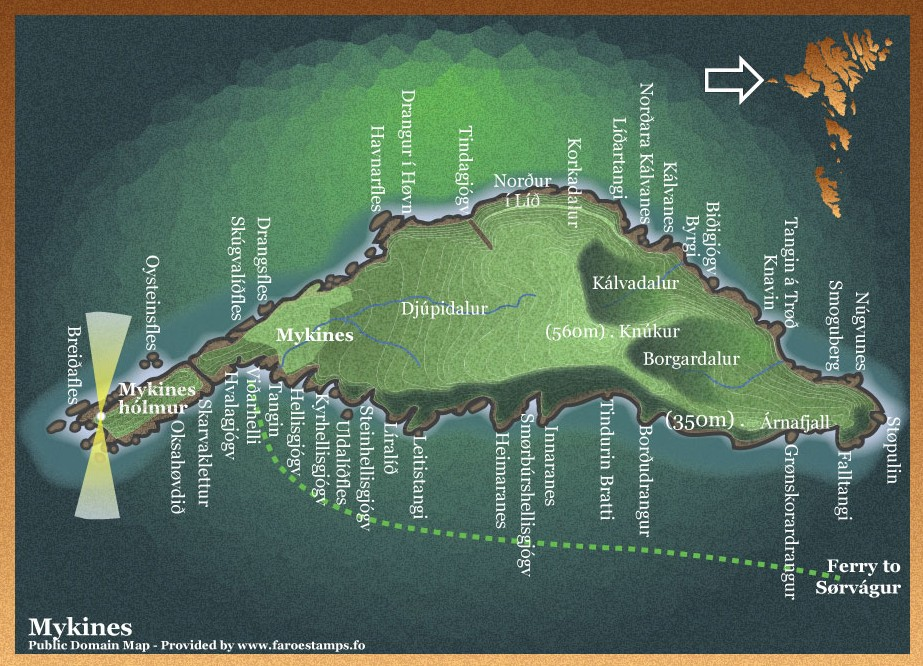
Karte von Mykines, links Mykineshólmur
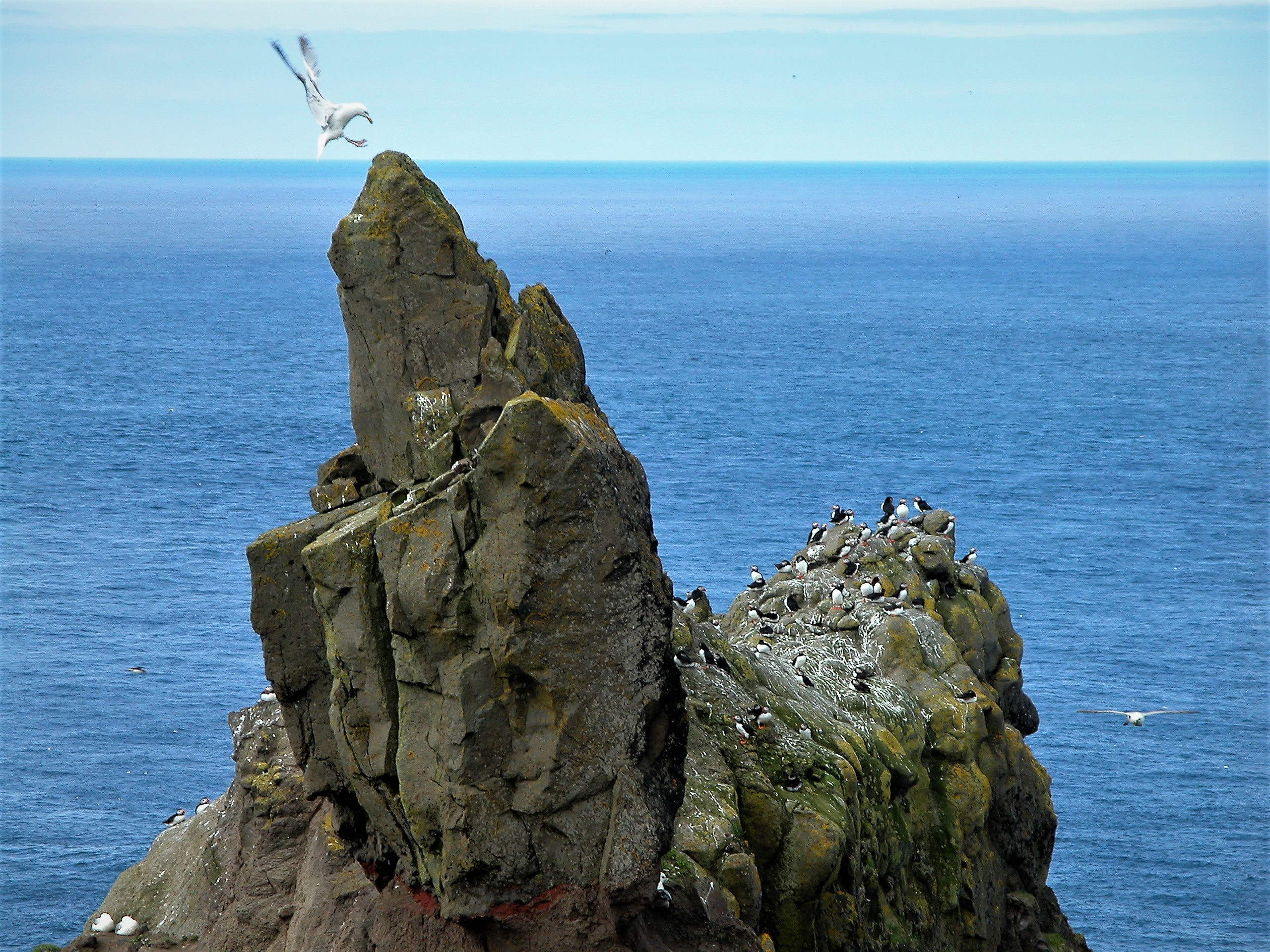
Mykineshólmur
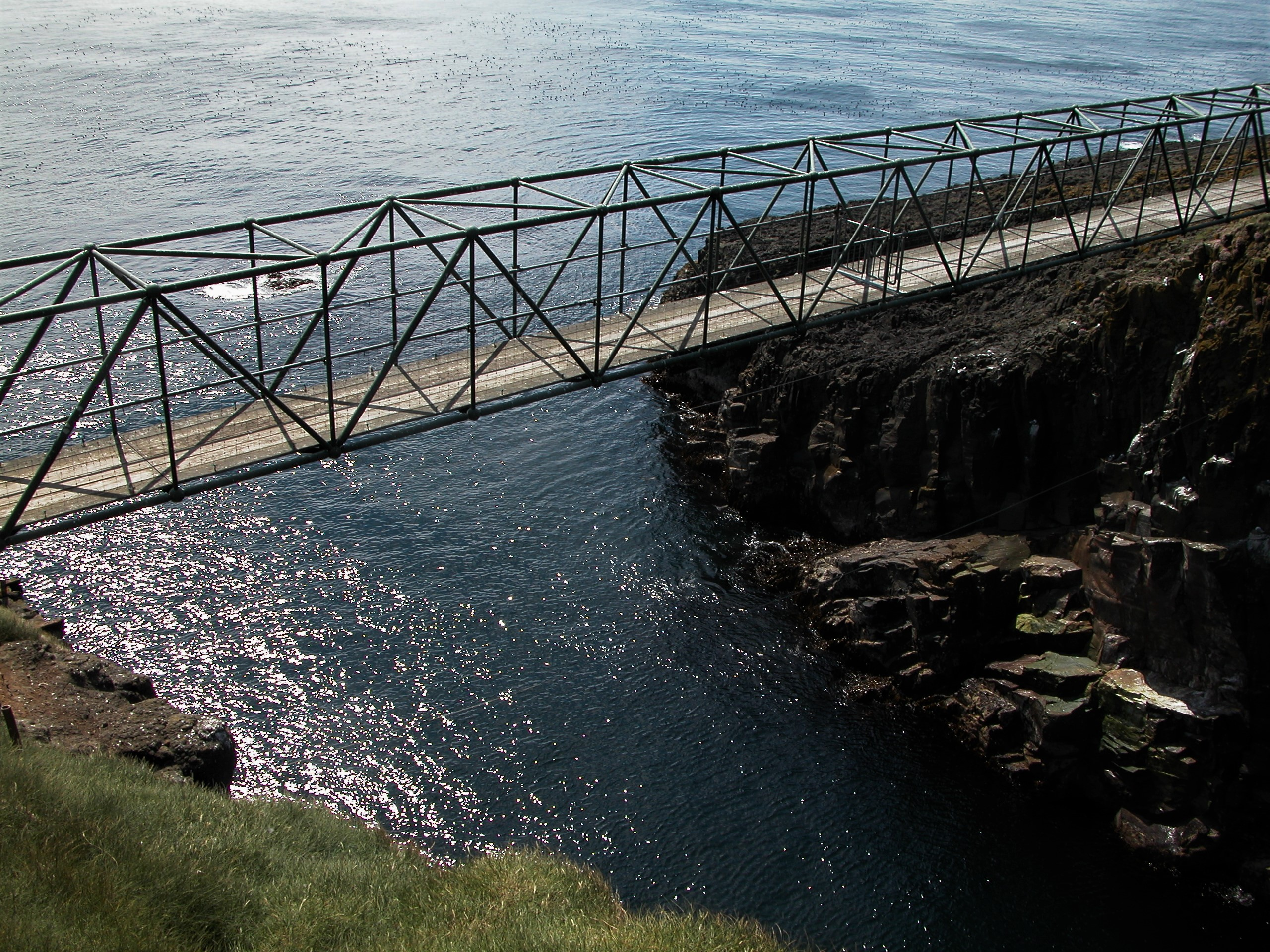
Fußgängerbrücke von Mykines zum Mykineshólmur
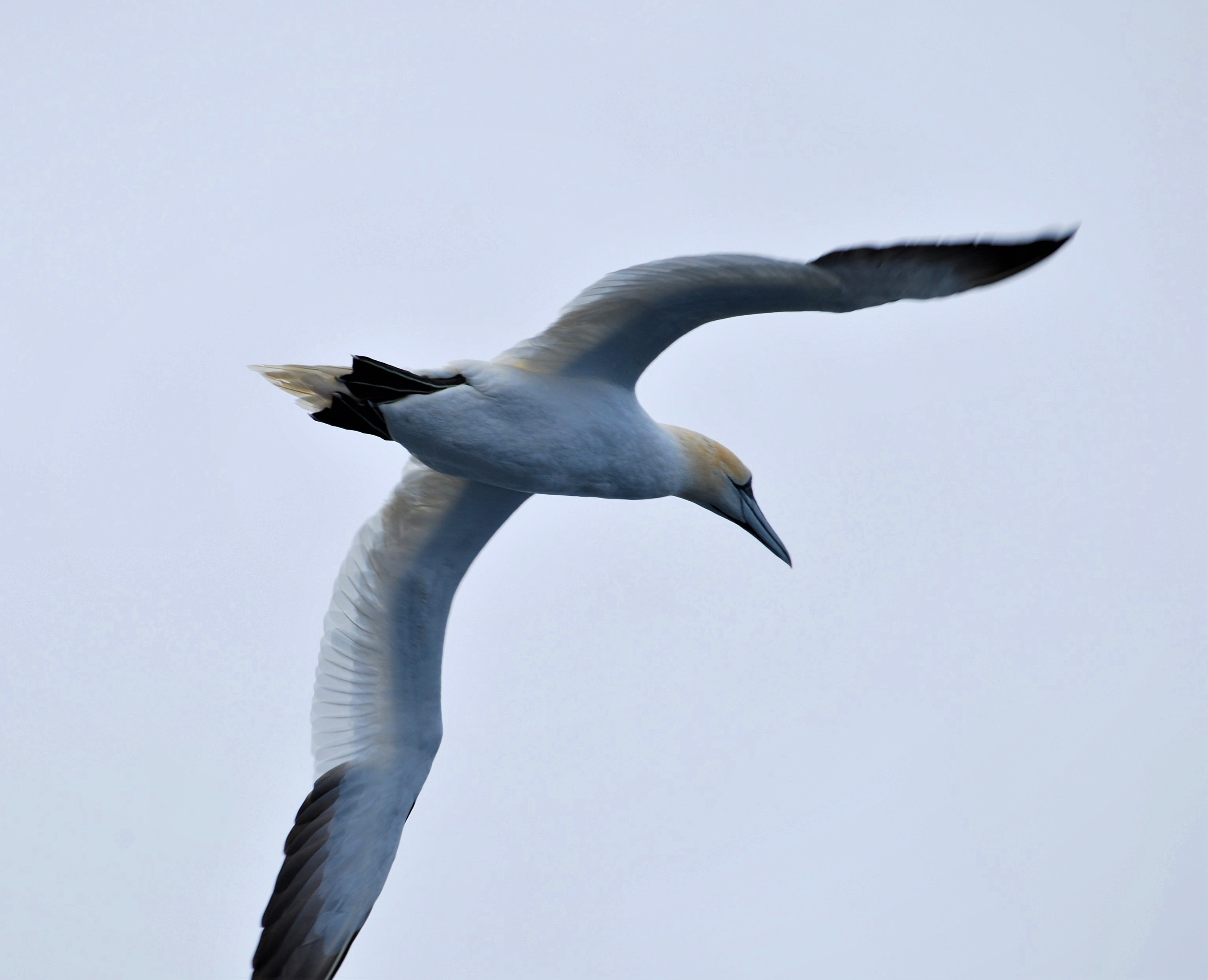
Basstölpel
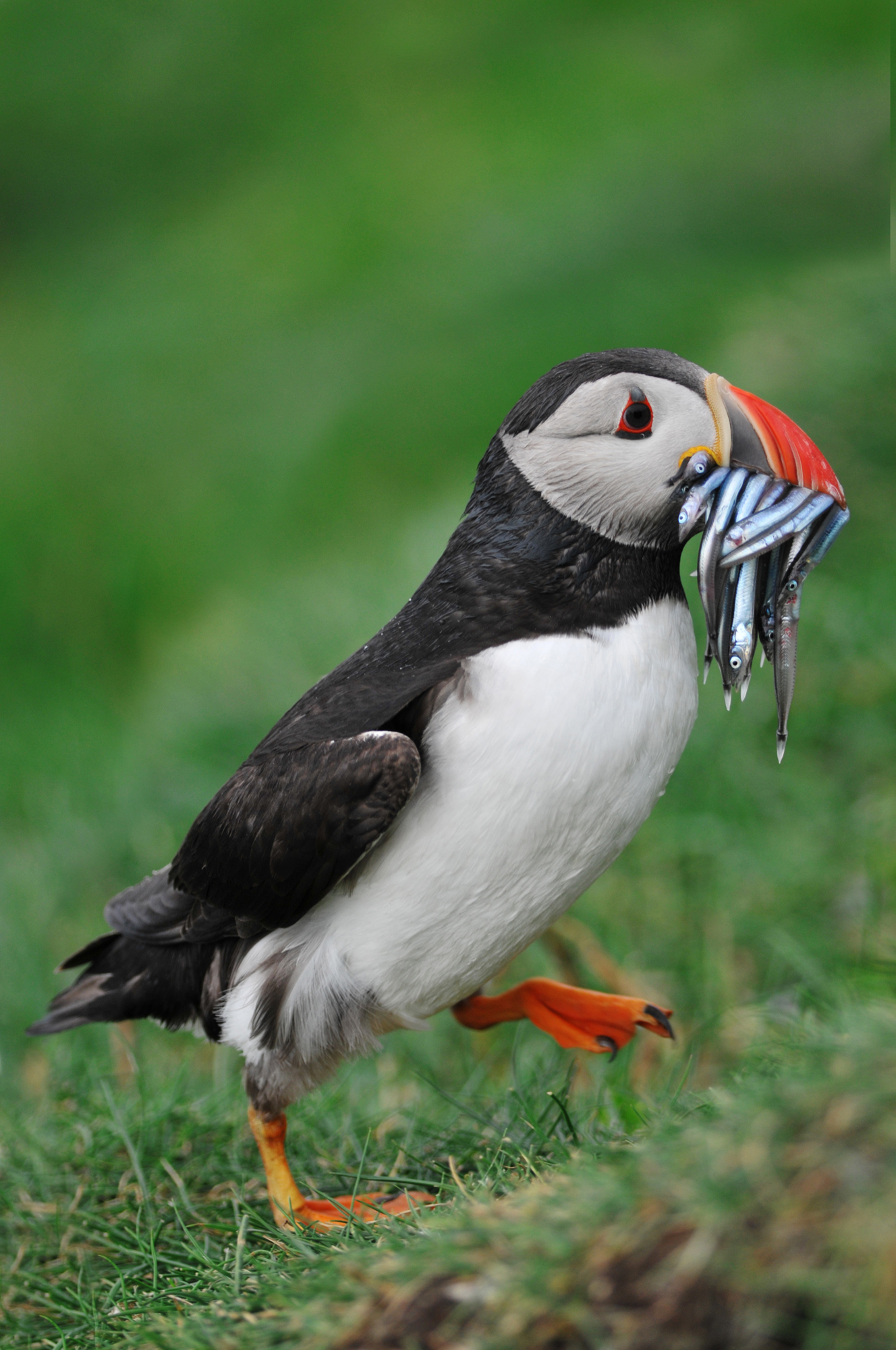
Papageitaucher
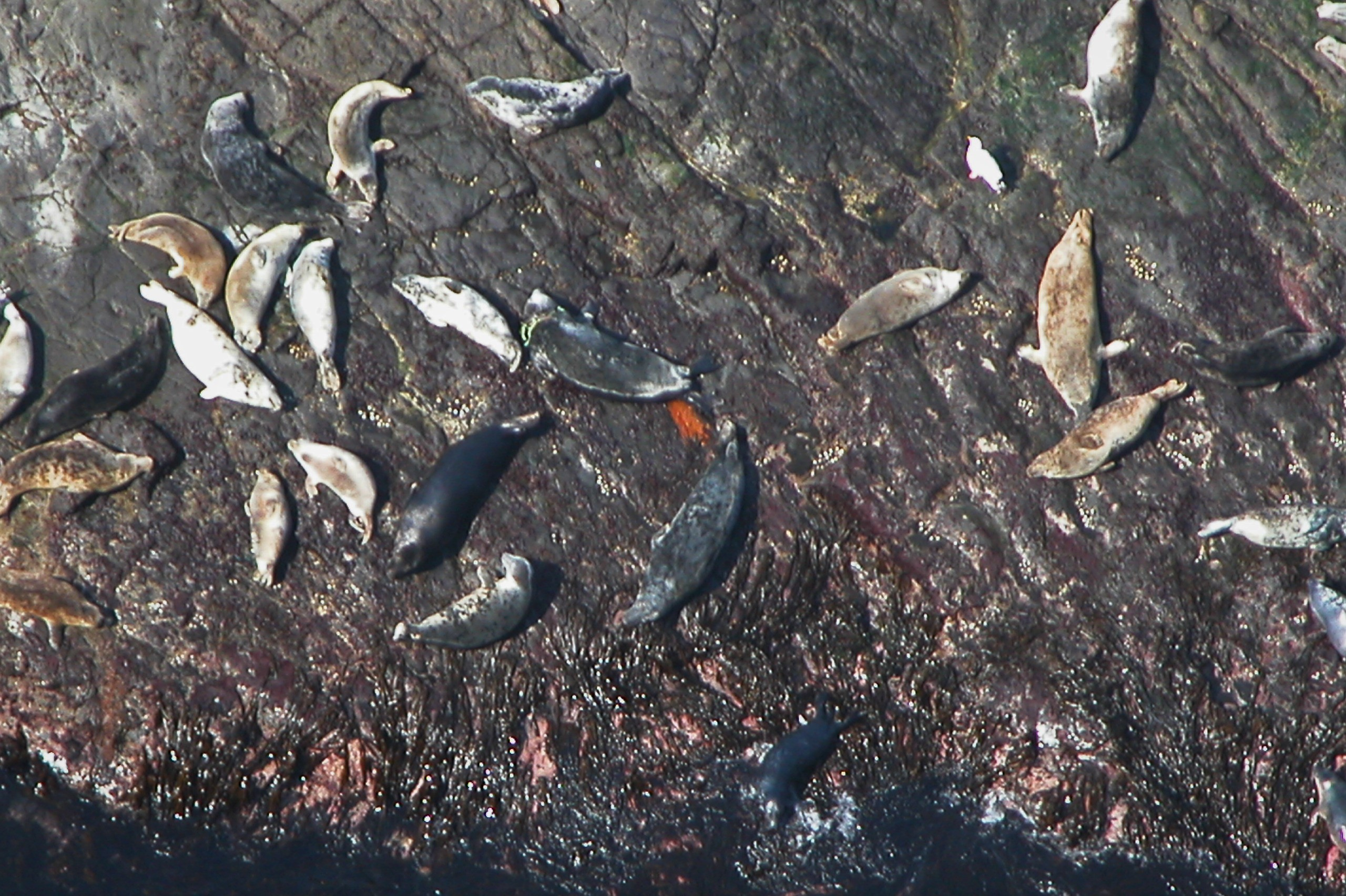
Eine Kegelrobbenkolonie auf einem Felsen vor Mykineshólmur